# شاين كاري
شاين كاري (بالإنجليزية: Shane Curry)‏ هو لاعب كرة قدم أمريكية أمريكي، ولد في 7 أبريل 1968 في سينسيناتي في الولايات المتحدة، وتوفي في 4 مايو 1992.

## وصلات خارجية
- شاين كاري على موقع مرجع كرة القدم المحترفة.كوم (الإنجليزية)